# Concerto solista
Il concerto solista o solistico è una forma di concerto nata con la musica barocca e prediletta nel periodo classico, in cui uno strumento solista dialoga con una piccola orchestra. Nel Medioevo e nel Rinascimento le musiche per danze venivano eseguite alternando brani lenti e altri più veloci e allegri. Nel 1600-1700 lo strumento solista prediletto era il violino.

## La storia del concerto solistico
Generalmente si individua in Antonio Vivaldi l'inventore del concetto di concerto solista, ossia, l'evoluzione del concerto grosso verso una forma musicale che prevede uno o più strumenti solisti ai quali si contrappone il resto degli strumenti cui è assegnata una parte obbligata, dedicata all'improvvisazione del solista.
Il vero e proprio concerto solistico o barocco nasce nella prima metà del '700: un solo violino prende il posto del concertino mentre il clavicembalo fa da basso continuo. Lo strumento solista è il violino perché il primo violino è anche il direttore d'orchestra; tuttavia con il tempo sarà preferito il clavicembalista come direttore d'orchestra, poiché aveva maggiori probabilità di avere le mani libere e quindi di dare gli attacchi agli orchestrali e ai cantanti d'opera.
A metà '700 nasce il concerto solistico per tastiera, che inizialmente era il clavicembalo poi sostituito dal pianoforte, costruito nel 1698 da Bartolomeo Cristofori e dotato di un suono più caldo ed espressivo. Nella seconda metà del '700, il cosiddetto periodo classico, si sviluppa la forma del concerto per pianoforte e orchestra: il solista è considerato quasi un eroe in lotta con l'orchestra. Il concerto per violino perde quindi l'esclusività che aveva avuto nel periodo barocco.
Il concerto barocco è strutturato in tre movimenti: Allegro, Adagio e nuovamente Allegro, a sua volta suddivisi in 7 sezioni, 4 dove a suonare è l'orchestra e 3 il solista. Carl Philipp Emanuel Bach darà inizio all'evoluzione di questa forma musicale, portata poi avanti da Mozart e Beethoven, esponenti assieme a Franz Joseph Haydn, della Prima Scuola di Vienna: il rapporto tra solista e orchestra, nei concerti di questi due compositori, non sarà così rigidamente strutturato come lo era nel periodo barocco; Beethoven, in particolare, darà grande spazio alla parte orchestrale, riuscendo ad imporsi e a ottenere successo con i suoi 5 concerti per pianoforte, mentre i 23 concerti per pianoforte di Mozart caddero perché  troppo avanti con i tempi.
Paganini è un autore del periodo di passaggio tra il classicismo di questa prima scuola viennese e il mondo romantico; proprio per questo, nelle antologie musicali di autori non italiani, occupa un posto marginale, poiché suddetto periodo non è considerato particolarmente importante. Paganini viene considerato come un epigono dagli studiosi fuori d'Italia: un autore che si limita a seguire rigidamente le regole ancora del Classicismo, senza portare nessun elemento di innovazione, come altri compositori e grandi virtuosi pianistici del periodo oggi quasi sconosciuti (Johann Nepomuk Hummel, allievo di Mozart, Carl Czerny e Ferdinand Ries, allievi di Beethoven, Daniel Steibelt, Ignaz Moscheles). Altro punto a sfavore di Paganini, nell'ottica della musicologia d'oltralpe, l'essere troppo legato al mondo dell'opera lirica.